# 普雷斯頓 (內華達州)
普雷斯頓（英語：Preston）是位於美國內華達州白松縣的普查規定居民點。

## 歷史
普雷斯頓的郵局於1899年設立，其後於1952年停運。

## 人口
根據2020年美國人口普查的數據，普雷斯頓的面積為3.35平方千米，皆為陸地。當地共有人口76人，而人口密度為每平方千米22.69人。